# Mattia Preti

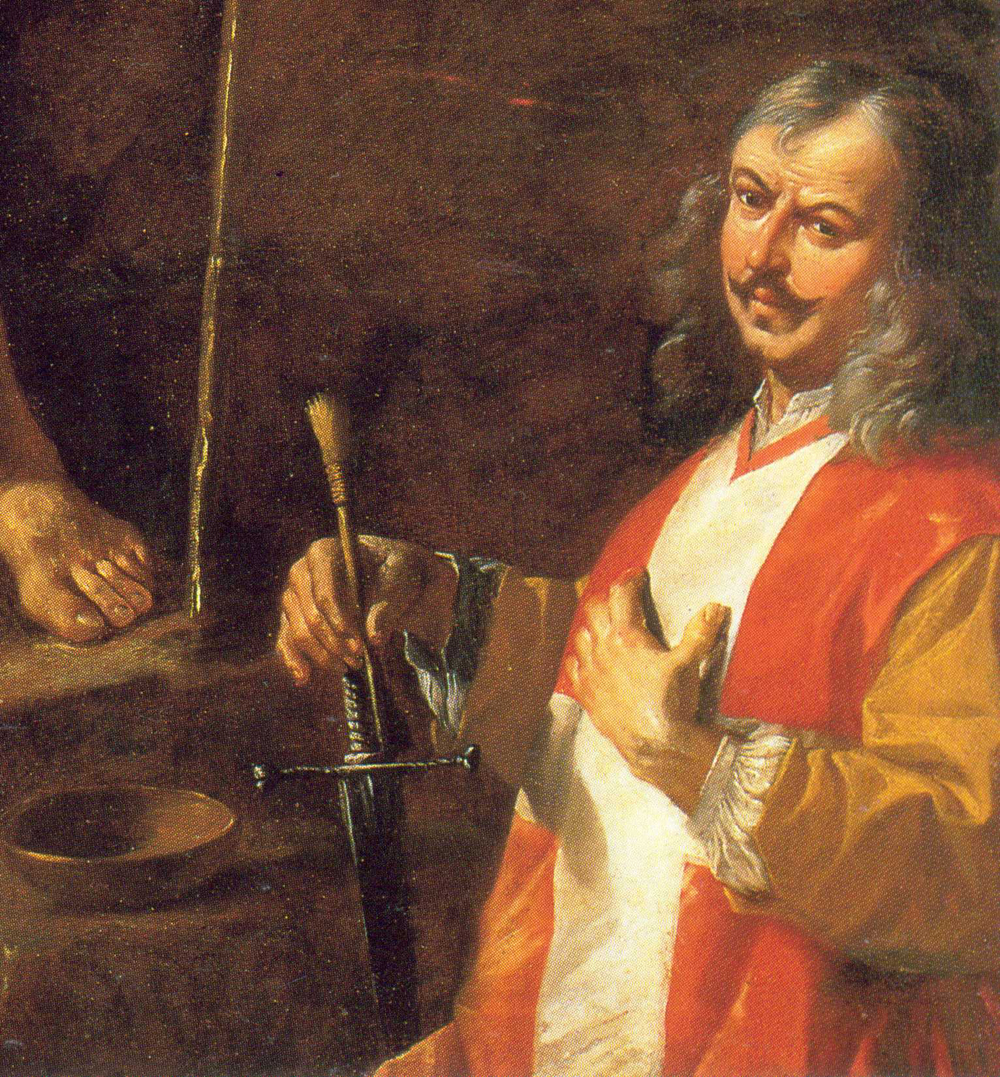
Zelfportret van Mattia Preti

Mattia Preti (Taverna, 24 februari 1613 - Valletta, 3 januari 1699) was een Italiaanse kunstenaar uit de barok die vooral werkte in Italië en op Malta.

## Biografie
Preti werd geboren in het Calabrische stadje Taverna. Preti werd soms Il cavalier Calabrese (de Calabrische ridder) genoemd. Als vroege leerling werd hij door zijn leermeester, Giovanni Battista Caracciolo, een 'Caravaggist' genoemd.
Waarschijnlijk voor 1630 ging Preti bij zijn broer Gregorio (ook een schilder) in Rome werken. Daar raakte hij vertrouwd met de technieken van Caravaggio en zijn school, maar ook de werken van Guercino, Rubens, Reni en Giovanni Lianfranco. In Rome schilderde hij fresco's in de Sant'Andrea della Valle en San Carlo ai Catinari. Tussen 1644 en '46 verbleef hij enige tijd in Venetië, maar zijn basis bleef in Rome tot in 1653, en keerde er begin jaren zestig weer terug. Hij schilderde fresco's in de San Biago bij Modena en werkte mee aan de frescodecoraties in het Palazzo Doria-Pamphilj in Valmontone, waar hij onder ander samenwerkte met Gaspar Dughet.
Tijdens het grootste deel van de periode 1653-1660 verbleef hij in Napels, waar hij beïnvloed werd door een andere grote Napolitaanse schilder uit die tijd, Luca Giordano. Preti kreeg gemiddeld voor zijn werk zo'n 1500 dukaten.
Hij is later ook benoemd tot Ridder van Gratie in de Maltezer Orde. Hij bezocht hun hoofdzetel in Valletta in 1659 en bracht het grootste gedeelte van zijn latere leven daar door. Preti pakte onder andere het interieur van de Sint-Janscokathedraal in Valletta aan, met een grote serie schilderijen over het leven en de marteldood van Johannes de Doper. Hij maakte op Malta ook vele schilderijen voor privécollecties en parochiekerken. Zijn grote reputatie leidde tot een uitgebreide kring van opdrachtgevers, en hij kreeg opdrachten uit heel Europa.
Preti had het geluk om te genieten van een lange carrière en een grote artistieke productie. Zijn schilderijen, vertegenwoordigers van de uitbundige laat-barokke stijl, zijn in het bezit van een groot aantal musea, waaronder enkele belangrijke collecties in Napels, Valletta en zijn geboorteplaats Taverna.

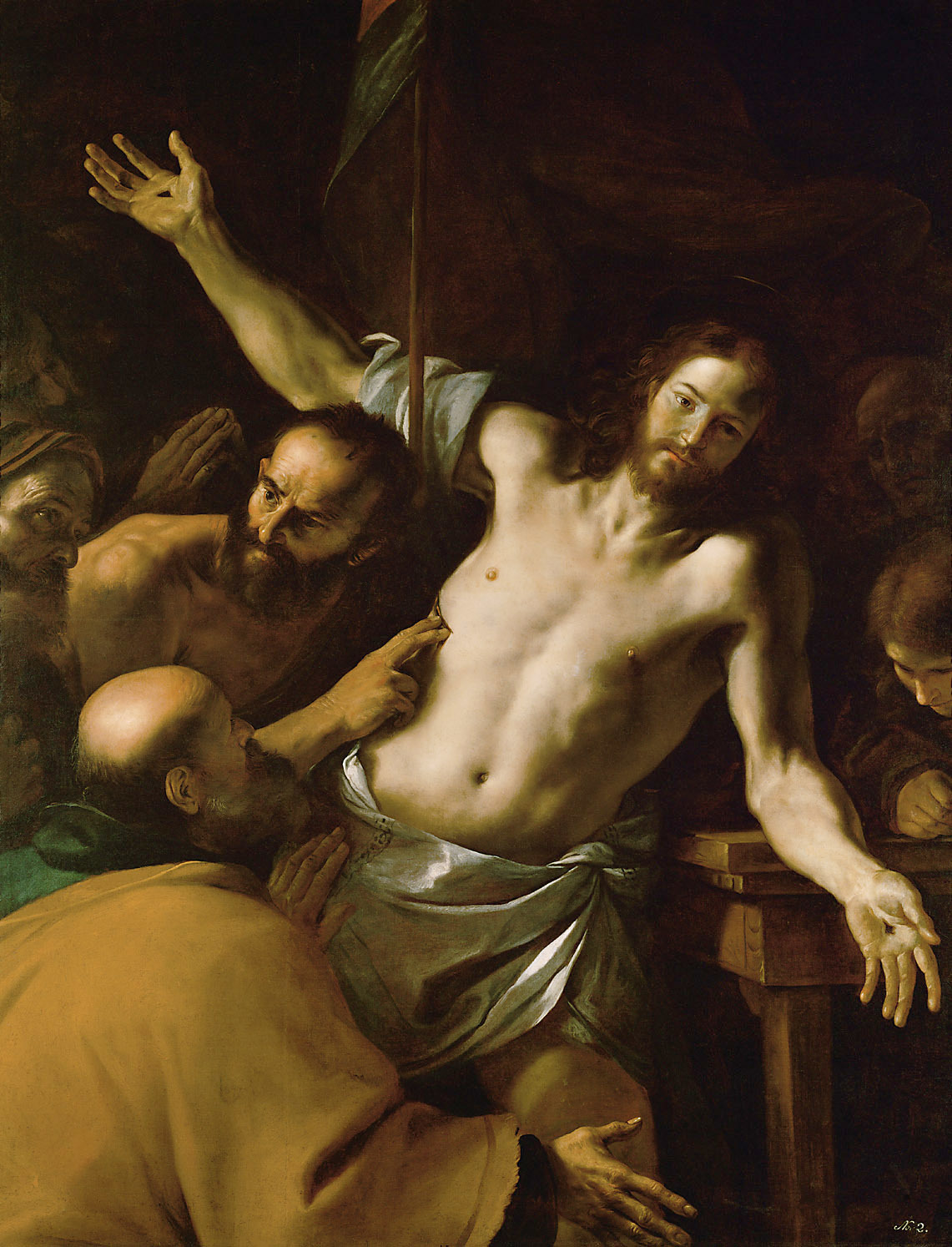
Het ongeloof van Sint-Thomas Kunsthistorisch Museum, Wenen
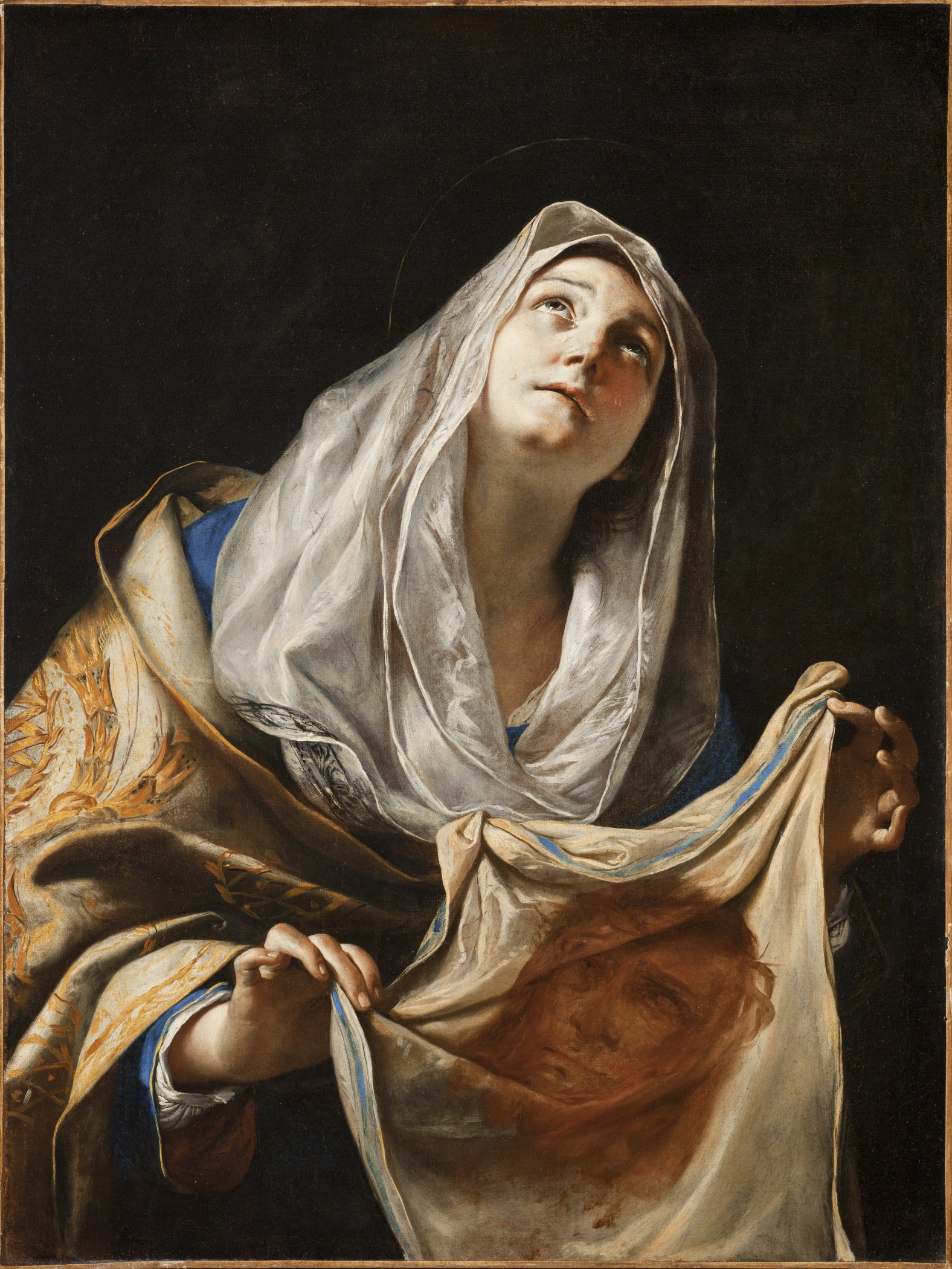
Sint-Veronica
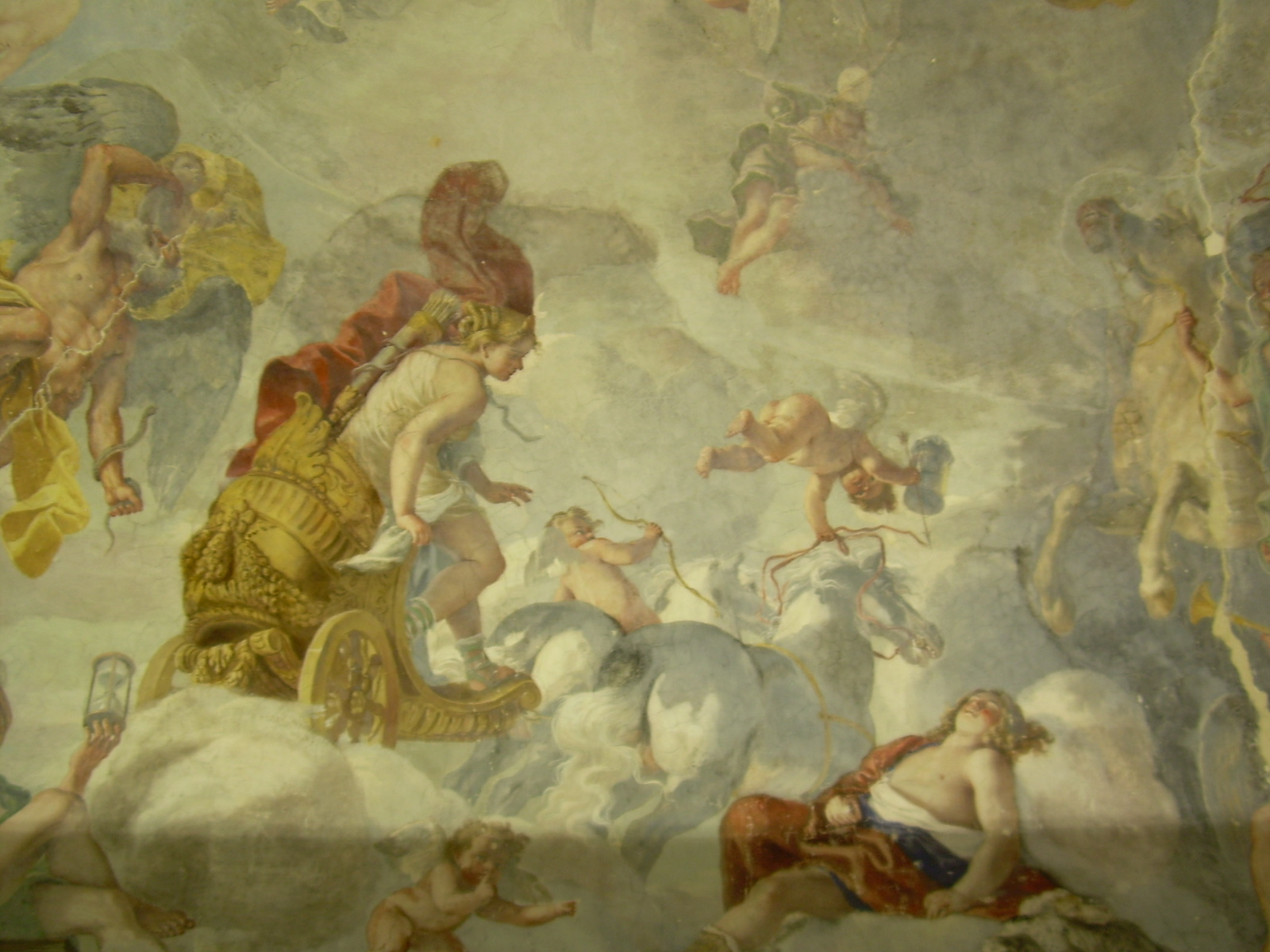
Fresco in het Palazzo Doria-Pamphilj